# Радзієвський Олексій Васильович
Олексій Васильович Радзієвський (28 березня 1949 — 16 липня 2022, місто Київ) — український дрогобицький політик, Дрогобицький міський голова (1998–2002, 2010–2014). Народний депутат України 5-го скликання.

## Освіта
Український поліграфічний інститут імені І.Федорова (1972–1978), інженер-економіст, «Економіка і організація промисловості».

## Біографія
Вересень 1964 — червень 1968 — учень Луганського машинобудівного технікуму.
Січень — жовтень 1967 — формувальник Луганського тепловозобудівного заводу.
Січень — вересень 1968 — помічник майстра Камбарського машинобудівного заводу, м. Камбарка (Удмуртія).
Жовтень 1968 — листопад 1969 — майстер ливарного виробництва Луганського тепловозобудівного заводу.
Листопад 1969 — грудень 1971 — служба в армії, Середньоазіатський ВОкр.
Січень 1972 — листопад 1974 — формувальник-заливник ливарної дільниці Роздольського гірничохімічного комбінату.
Листопад 1974 — жовтень 1976 — голова рудничого комітету Роздольського гірничохімічного комбінату.
Жовтень 1976 — лютий 1980 — заступник голови профкому Роздольське ВО «Сірка».
Лютий — серпень 1980 — голова будрайкому Об'єднаного комітету профспілки тресту «Роздолхімбуд».
Серпень 1980 — жовтень 1981 — секретар комітету КПУ тресту «Роздолхімбуд».
Жовтень 1981 — лютий 1984 — завідувач організаційного відділу Миколаївського райкому КПУ Львівської області.
Лютий 1984 — червень 1987 — інструктор промислового відділу Львівського обкому КПУ.
30 травня 1987 — серпень 1991 — перший секретар Дрогобицького міського комітету КПУ.
Вересень 1991 — січень 1992 — заступник генерального директора Хустського відділення АТ «Торговий дім», м. Хуст (Закарпатська область).
Січень — лютий 1992 — заступник генерального директора радянсько-італійського СП «Галичина».
Лютий 1992 — квітень 1998 — директор ТОВ «Рута», м. Хуст.
Квітень 1998 — квітень 2002 — Дрогобицький міський голова.
2002–2006 — директор ТОВ «Лаврад».
2010–2014 — Дрогобицький міський голова.
Під тиском місцевого Євромайдану був змушений у лютому 2014 відмовитися від посади міського голови «за власним бажанням» (підстава тиску — «бездіяльність» за часів головування: відсутність добудованого стадіону, невпорядкованість площі Ринок тощо), відтак позивався з цього приводу в суді. За рішенням Дрогобицького міськрайонного суду від 5 серпня 2014 поновлений на посаді міського голови, але це рішення було скасоване постановою Львівського апеляційного адміністративного суду від 17 листопада 2014.

## Політична діяльність
Член Партії регіонів (грудень 2000–2010); голова Львівського регіонального відділення Партії регіонів (з грудня 2000); член Політради Партії регіонів.
Довірена особа кандидата на пост Президента України В. Януковича в ТВО № 123 (2004–2005).
Вересень 2007 — кандидат в народні депутати України від Партії регіонів, № 257 в списку. На час виборів: народний депутат України, член ПР.
Народний депутат України 5-го скликання з квітня 2006 до листопада 2007 від Партії регіонів, № 157 в списку. На час виборів: директор ТОВ «Лаврад», член ПР. Член Комітету у справах пенсіонерів, ветеранів та інвалідів (з липня 2006), голова підкомітету з питань законодавчого забезпечення соціального захисту реабілітації інвалідів, член фракції Партії регіонів (з травня 2006).

## Інше
Захоплення: полювання.
Помер 16 липня 2022 року в Києві. Похований 19 липня 2022 року в місті Дрогобичі на кладовищі по вулиці Пилипа Орлика.

## Нагороди
Орден «За заслуги» III ступеня (серпень 1999).